# 鈴木Julietta
鈴木JULIETTA（12月6日—），日本漫畫家，福岡縣出身。

## 概要
2004年、以《化作星星的那天》為出道作，開始在白泉社的雜誌《花與夢》上開始活躍。
2005年、《惡魔甜蜜召喚》開始在《ザ花とゆめ（花與夢的增刊號）》上連載。

## 作品
- 惡魔甜蜜召喚、2冊未完、原名《悪魔とドルチェ》
- 人造人歐朵、全6冊、原名《カラクリオデット》
- 元氣少女緣結神（港譯見習元氣女神）、全25冊、原名《神様はじめました》
- 變成星星的那一天、全1冊、原名《星になる日》、白泉社 〈花とゆめコミックス〉、初期短編集
- 花果與三藏、台版2冊未完、全4冊、原名《トリピタカ・トリニーク》
- 忍戀、台版2冊未完、全5冊、〈花與夢〉連載、原名《忍恋》
- 名偵探耕子憂鬱中、台版2冊未完、全5冊、原名《名探偵 耕子は憂鬱》、〈花とゆめコミックス〉
- 吸吸我推的血 / 我推住在我隔壁？！、台版1冊未完、陆版5册未完、日版8冊未完、原名《推しに甘噛み》、〈花とゆめコミックス〉